# بروس فرينش
بروس فرينش (بالإنجليزية: Bruce French)‏ هو ممثل أمريكي، ولد في 4 يوليو 1945 في الولايات المتحدة.

## أعمال

### أفلام
- (1978) العودة للديار
- (2006) مهمة مستحيلة 3[3]

## وصلات خارجية
- بروس فرينش على موقع IMDb (الإنجليزية)
- بروس فرينش على موقع ميوزك برينز (الإنجليزية)
- بروس فرينش على موقع قاعدة بيانات الفيلم (الإنجليزية)